# NACHT domen
NACHT domen je evolucionarno konzervirani proteinski domen.
Ovaj NTPazni domen je prisutan u apoptoznim proteinima, kao i onima koji učestvuju u MHC transkripciji.
NACHT domen sadrži 300 do 400 aminokiselina. Za njega je predviđeno da je nukleozidna trifosfataza (NTPaza). On je prisutan u životinjskim, gljivičnim i bakterijskim proteinima. NACHT domen je dobio ime po proteinima: NAIP, CIITA, HET-E i TP1. On je prisutan u asocijaciji sa drugim domenima, kao što je CARD domen (IPR001315), pirinski domen (IPR004020), domen HEAT ponavljanja (IPR004155), WD40 ponavljanje (IPR001680), LRR ili BIR ponavljanje (IPR001370).

## Primeri
Ljudski proteini koji sadrže ovaj domen su: -{
- CIITA
- NAIP
- NLRC3, NLRC4, NLRC5
- NLRP1, NLRP2, NLRP3, NLRP4, NLRP5, NLRP6, NLRP7, NLRP8,  NLRP9, NLRP10, NLRP11, NLRP12, NLRP13, NLRP14, NLRX1
- NOD1, NOD2
- NWD1
- TEP1

}-